# Hospital Information System
Uno Hospital Information System (HIS) o Sistema Informativo Sanitario (SIS) è uno strumento informatico o meglio l'insieme integrato di strumenti informatici utilizzati in ambito sanitario per gestire i flussi amministrativi e clinici di un ospedale.
Tipicamente contempla:
- Anagrafica Centrale
- Archivio dei referti
- Sistema di gestione dei pazienti (Accettazione/Dimissione/Trasferimento - ADT)
- Rendiconto
- Analisi dei costi

In particolare, nell'utilizzo degli HIS, si stanno delineando due reti orientate a strutturare:
1. Electronic Health Record (EHR) / Cartella Clinica Elettronica (CCE) : i dati clinici di cui può disporre il cittadino
2. Electronic Medical Record (EMR) / Cartella Clinica Sanitaria (CCS): i dati di proprietà del sistema sanitario.

Il Fascicolo Sanitario Elettronico (FSE), è invece un documento interamente gestito dal paziente che può decidere di oscurarne o modificarne anche interamente il contenuto.
Un HIS deve essere in grado di gestire in maniera coerente ed integrata EHR ed EMR, deve poter scambiare dati sanitari con altri sistemi (PACS, RIS, etc), e permettere l'archiviazione di questi dati in archivi personali (tipicamente Smart Cards).
Una prerogativa di questi sistemi è l'utilizzo di protocolli di comunicazione e specifici standard clinici:
1. Classificazione ICD
2. Raggruppamenti omogenei di diagnosi
3. HL7
4. OPS301

## Interfacce di comunicazione
A seconda del livello di integrazione con i sistemi informatici ospedalieri, uno HIS è in grado di gestire uno scambio di informazioni con:
- Laboratory Information System (LIS)
- Sistema informatico radiologico (RIS)
- Software dei reparti
- Sistemi regionali

| Controllo di autorità | GND (DE) 4135634-2 |